# Otfried Strubelt
Otfried Strubelt (* 9. September 1933 in Königsberg; † 19. August 2002 in Lübeck) war ein deutscher Mediziner und Kommunalpolitiker.

## Leben
Strubelt wuchs in Halle/Saale und auf der Insel Rügen auf. Strubelt studierte Medizin an den Universitäten Greifswald, Berlin und Erlangen. Im Jahr 1965 wurde er Oberassistent am Institut für Pharmakologie der Medizinischen Akademie Lübeck. Im Jahr 1967 erfolgte die Habilitation und 1974 wurde Strubelt zum Professor und Direktor des Instituts für Toxikologie der Medizinischen Hochschule Lübeck ernannt. Als Kommunalpolitiker war Mitglied der CDU und von 1986 bis 1998 Mitglied der Lübecker Bürgerschaft. In der Zeit von 1990 bis 1996 war Strubelt ehrenamtlicher Senator der Hansestadt Lübeck und zunächst zuständig für die öffentlichen Einrichtungen, ab 1994 für das Amt für Abfallwirtschaft, Stadtreinigung und Marktwesen.

## Schriften
- Quantitative Untersuchungen über den Peroxydasegehalt des menschlichen Serums unter physiologischen und pathologischen Bedingungen, München, 1959, Dissertation
- Die kalorigene Wirkung sympathicomimetischer Amine und ihre Beziehung zur Schilddrüsenfunktion, Lübeck, 1967
- Elementare Pharmakologie und Toxikologie, Stuttgart: Fischer, 1982, ISBN 9783437005381
- Gifte in unserer Umwelt : toxische Gefahren von Arsen bis Zyankali, Stuttgart: Deutsche Verlags-Anstalt, 1989, ISBN 9783421027542
- Gifte in Natur und Umwelt : Pestizide und Schwermetalle, Arzneimittel und Drogen, Heidelberg: Spektrum, 1996, ISBN 9783860253441

## Auszeichnungen
- Ehrenplakette des Senats (1996)